# Me. I Am Mariah... The Elusive Chanteuse
Me. I Am Mariah... The Elusive Chanteuse là album phòng thu thứ 14 của ca sĩ người Mỹ Mariah Carey, phát hành ngày 27 tháng 5 năm 2014 bởi Def Jam Recordings. Quá trình thực hiện album được bắt đầu từ năm 2011, trong đó Carey mời Randy Jackson làm quản lý của nữ ca sĩ, trước khi cô sa thải và thay thế ông bằng một cộng tác viên quen thuộc khác Jermaine Dupri. Ban đầu mang tên The Art of Letting Go và dự định ra mắt vào năm 2012, nhưng sau thất bại của đĩa đơn "Triumphant (Get 'Em)", Carey quyết định thu âm tiếp cho Me. I Am Mariah... The Elusive Chanteuse khiến ngày phát hành bị lùi lại nhiều lần. Carey và Dupri đóng vai trò điều hành sản xuất album với Bryan Michael Cox, với tiêu đề album được đặt theo bức chân dung tự họa được nữ ca sĩ vẽ khi còn nhỏ với chú thích "Me. I Am Mariah", trong khi "The Elusive Chanteuse" là một biệt danh được cô tự đặt cho bản thân.
Me. I Am Mariah... The Elusive Chanteuse là một bản thu âm R&B kết hợp với hip hop và soul, bên cạnh những ảnh hưởng từ disco và phúc âm. Album có sự tham gia góp giọng của Nas, Miguel, Wale và Fabolous, cũng như cặp song sinh của Carey là Moroccan và Monroe. Trong phiên bản cao cấp của đĩa nhạc, R. Kelly và Mary J. Blige lần lượt xuất hiện trong bản phối lại của hai bài hát, "Betcha Gon' Know" và "It's a Wrap", trích từ album phòng thu thứ 12 của Carey Memoirs of an Imperfect Angel (2009). Những bản phối lại trên dự định xuất hiện trong album phối lại đã bị hủy của cô, Angel's Advocate (2010). Ngoài ra, nữ ca sĩ cũng hát lại bản nhạc năm 1987 "One More Try" của George Michael, bên cạnh "America the Beautiful" trong ấn phẩm tại Nhật Bản của album. Me. I Am Mariah... The Elusive Chanteuse đa phần nhận được những phản ứng tích cực từ các nhà phê bình âm nhạc.
Me. I Am Mariah... The Elusive Chanteuse gặt hái những thành công tương đối về mặt thương mại, lọt vào top 10 trên các bảng xếp hạng tại Úc, Canada, Hy Lạp và Tây Ban Nha, đồng thời lọt vào top 40 ở hầu hết những thị trường khác. Tại Hoa Kỳ, đĩa nhạc ra mắt ở vị trí thứ ba trên bảng xếp hạng Billboard 200 với 58,000 bản, trở thành album thứ 17 trong sự nghiệp của Carey vươn đến top 10 tại đây. Năm đĩa đơn đã được phát hành từ Me. I Am Mariah... The Elusive Chanteuse, với đĩa đơn mở đường "#Beautiful" vươn đến top 20 trên bảng xếp hạng Billboard Hot 100, trong khi những đĩa đơn còn lại "The Art of Letting Go", "You're Mine (Eternal)" và "You Don't Know What to Do" chỉ gặt hái những thành công ít ỏi. Để quảng bá album, Carey thực hiện chuyến lưu diễn The Elusive Chanteuse Show (2010) và trình diễn trên một số chương trình truyền hình.

## Danh sách bài hát
Tất cả bài hát đều do Mariah Carey viết lời, ngoại trừ một số ghi chú.
| Me. I Am Mariah... The Elusive Chanteuse – Phiên bản tiêu chuẩn | Me. I Am Mariah... The Elusive Chanteuse – Phiên bản tiêu chuẩn                | Me. I Am Mariah... The Elusive Chanteuse – Phiên bản tiêu chuẩn | Me. I Am Mariah... The Elusive Chanteuse – Phiên bản tiêu chuẩn                                                                        | Me. I Am Mariah... The Elusive Chanteuse – Phiên bản tiêu chuẩn | Me. I Am Mariah... The Elusive Chanteuse – Phiên bản tiêu chuẩn |
| STT                                                             | Nhan đề                                                                        | Phổ lời                                                         | Phổ nhạc | Sản xuất                                                        | Thời lượng                                                      |
| --------------------------------------------------------------- | ------------------------------------------------------------------------------ | --------------------------------------------------------------- | --- | --------------------------------------------------------------- | --------------------------------------------------------------- |
| 1.                                                              | "Cry."                                                                         |                                                                 | James "Big Jim" Wright Mariah Carey | Carey Wright                                                    | 4:49                                                            |
| 2.                                                              | "Faded"                                                                        | Carey Denisia "Blu June" Andrews                                | Mike Williams Carey | Carey Mike Will Made-It                                         | 3:39                                                            |
| 3.                                                              | "Dedicated" (hợp tác với Nas)                                                  | Carey James Fauntleroy Nasir Jones                              | Chauncey Hollis Mariah Carey Dennis Coles Robert Diggs Gary Grice Lamont Hawkins Jason Hunter Russell Jones Clifford Smith Corey Woods | Carey Hit-Boy Darhyl "Hey DJ" Camper Hazebanga [a]              | 4:13                                                            |
| 4.                                                              | "#Beautiful" (hợp tác với Miguel)                                              | Miguel Pimentel Carey                                           | Miguel Mariah Carey Nathan Perez Brook "D'Leau" Davis Mac Robinson Brian Keith Warfield                                                | Miguel Carey Happy Perez [b] Davis [a]                          | 3:20                                                            |
| 5.                                                              | "Thirsty"                                                                      | Carey Andrews                                                   | Williams Maryann Tatum Mariah Carey | Carey Hit-Boy Rey Reel [b]                                      | 3:26                                                            |
| 6.                                                              | "Make It Look Good"                                                            |                                                                 | Jermaine Dupri Mariah Carey Bryan-Michael Cox Walter "Bunny" Sigler Allan Felder                                                       | Carey Dupri Cox                                                 | 3:23                                                            |
| 7.                                                              | "You're Mine (Eternal)"                                                        |                                                                 | Rodney "Darkchild" Jerkins Mariah Carey                                                                                                | Carey Jerkins                                                   | 3:44                                                            |
| 8.                                                              | "You Don't Know What to Do" (hợp tác với Wale)                                 | Carey Olubowale Akintimehin                                     | Dupri Mariah Carey Cox Patrick Adams Terri Gonzalez                                                                                    | Carey Dupri Cox                                                 | 4:47                                                            |
| 9.                                                              | "Supernatural"                                                                 |                                                                 | Mariah Carey Dupri Cox | Carey Dupri Cox                                                 | 4:38                                                            |
| 10.                                                             | "Meteorite"                                                                    |                                                                 | Mariah Carey Kamaal Fareed Felder Norman Harris Ron Tyson                                                                              | Carey Q-Tip                                                     | 3:51                                                            |
| 11.                                                             | "Camouflage"                                                                   |                                                                 | Wright, Carey | Carey Wright                                                    | 4:49                                                            |
| 12.                                                             | "Money ($ * / ...)" (hợp tác với Fabolous)                                     | Carey John Jackson                                              | Mariah Carey Hollis Dan Satch Edwin Birdsong                                                                                           | Carey Hit-Boy                                                   | 4:55                                                            |
| 13.                                                             | "One More Try"                                                                 | George Michael                                                  | Michael | Carey Dupri Cox                                                 | 6:17                                                            |
| 14.                                                             | "Heavenly (No Ways Tired / Can't Give Up Now)"                                 |                                                                 | Curtis Burrell George Clinton, Jr. Mariah Carey                                                                                        | Carey Dupri Cox                                                 | 5:39                                                            |
| 15.                                                             | "Me. I Am Mariah... The Elusive Chanteuse" (bản nhạc bổ sung chỉ trên nhạc số) |                                                                 | |                                                                 | 1:12                                                            |
| Tổng thời lượng:                                                | Tổng thời lượng:                                                               | Tổng thời lượng:                                                | Tổng thời lượng: | Tổng thời lượng:                                                | 62:42                                                           |

| Me. I Am Mariah... The Elusive Chanteuse – Phiên bản cao cấp (bản nhạc bổ sung) | Me. I Am Mariah... The Elusive Chanteuse – Phiên bản cao cấp (bản nhạc bổ sung) | Me. I Am Mariah... The Elusive Chanteuse – Phiên bản cao cấp (bản nhạc bổ sung) | Me. I Am Mariah... The Elusive Chanteuse – Phiên bản cao cấp (bản nhạc bổ sung) | Me. I Am Mariah... The Elusive Chanteuse – Phiên bản cao cấp (bản nhạc bổ sung) | Me. I Am Mariah... The Elusive Chanteuse – Phiên bản cao cấp (bản nhạc bổ sung) |
| STT                                                                             | Nhan đề                                                                         | Phổ lời                                                                         | Phổ nhạc                                                                        | Sản xuất                                                                        | Thời lượng                                                                      |
| ------------------------------------------------------------------------------- | ------------------------------------------------------------------------------- | ------------------------------------------------------------------------------- | ------------------------------------------------------------------------------- | ------------------------------------------------------------------------------- | ------------------------------------------------------------------------------- |
| 15.                                                                             | "It's a Wrap" (hợp tác với Mary J. Blige)                                       |                                                                                 | Barry White Mariah Carey                                                        | Carey Heatmyzer C. "Tricky" Stewart Wright                                      | 4:04                                                                            |
| 16.                                                                             | "Betcha Gon' Know" (hợp tác với R. Kelly)                                       | Carey Kelly                                                                     | Terius "The-Dream" Nash Mariah Carey Stewart Wright Kelly                       | Carey Stewart Nash Wright                                                       | 3:54                                                                            |
| 17.                                                                             | "The Art of Letting Go"                                                         |                                                                                 | Jerkins, Carey                                                                  | Carey Jerkins                                                                   | 3:44                                                                            |
| 18.                                                                             | "Me. I Am Mariah... The Elusive Chanteuse" (bản nhạc bổ sung chỉ trên nhạc số)  |                                                                                 |                                                                                 |                                                                                 | 1:12                                                                            |

| Me. I Am Mariah... The Elusive Chanteuse – Phiên bản cao cấp tại Target và tiêu chuẩn tại Nhật Bản (bản nhạc bổ sung) | Me. I Am Mariah... The Elusive Chanteuse – Phiên bản cao cấp tại Target và tiêu chuẩn tại Nhật Bản (bản nhạc bổ sung) | Me. I Am Mariah... The Elusive Chanteuse – Phiên bản cao cấp tại Target và tiêu chuẩn tại Nhật Bản (bản nhạc bổ sung) | Me. I Am Mariah... The Elusive Chanteuse – Phiên bản cao cấp tại Target và tiêu chuẩn tại Nhật Bản (bản nhạc bổ sung) | Me. I Am Mariah... The Elusive Chanteuse – Phiên bản cao cấp tại Target và tiêu chuẩn tại Nhật Bản (bản nhạc bổ sung) |
| STT | Nhan đề | Sáng tác | Sản xuất | Thời lượng |
| --- | --- | --- | --- | --- |
| 18. | "America the Beautiful"                                                                                               | Katharine Lee Bates Samuel A. Ward                                                                                    | Carey Wright | 1:58 |

Ghi chú
- ^a  nghĩa là sản xuất bổ sung
- ^b  nghĩa là đồng sản xuất
- "Supernatural" có phụ đề là "(với sự góp mặt của ngôi sao khách mời đặc biệt "Dembabies" hay Ms. Monroe & Mr. Moroccan Scott Cannon hay Roc 'N Roe)" trên phiên bản vật lý của album.
- "It's a Wrap" và "Betcha Gon' Know" là bản phối lại của "It's a Wrap" và "Betcha Gon' Know (The Prologue)" từ Memoirs of an Imperfect Angel (2009).
- Phiên bản CD tiêu chuẩn của album tại Nhật Bản bao gồm tất cả các bài hát từ phiên bản cao cấp, bên cạnh bản nhạc kèm theo "America the Beautiful".[5]
- "Me. I Am Mariah... The Elusive Chanteuse" xuất hiện trong phiên bản nhạc số của album, nhưng phiên bản vật lý lại không có vì Carey đang đọc lại những gì được in dưới khay đĩa.

Chú thích nhạc mẫu
- "Dedicated" bao gồm đoạn nhạc mẫu "Da Mystery of Chessboxin'" của Wu-Tang Clan.
- "Make It Look Good" có chứa giai điệu của "Let Me Make Love to You", sáng tác bởi Walter "Bunny" Sigler và Allan Felder
- "You Don't Know What to Do" có chứa giai điệu của "I'm Caught Up in a One Night Love Affair", sáng tác bởi Patrick Adams và Terri Gonzalez
- "Meteorite" bao gồm đoạn nhạc mẫu "Goin' Up in Smoke" của Eddie Kendricks
- "Money ($ * / ...)" bao gồm đoạn nhạc mẫu "Alabeke" của Dan Satch và "Rapper Dapper Snapper" của Edwin Birdsong
- "Heavenly (No Ways Tired/Can't Give Up Now)" là một lời tri ân đến Cố Mục sư James Cleveland. Bài hát có trích đoạn bài giảng của The Reverend "God's Promise" do James Cleveland trình bày. Bài hát cũng có trích đoạn "Can't Give Up Now" của Mary Mary, "I Don't Feel No Ways Tired" của James Cleveland và "Good Ole Music" của Funkadelic
- "It's a Wrap" bao gồm đoạn nhạc mẫu "I Belong to You" của Barry White & The Love Unlimited Orchestra

## Xếp hạng
| Bảng xếp hạng (2014)                      | Vị trí cao nhất |
| ----------------------------------------- | --------------- |
| Album Úc (ARIA)                           | 5               |
| Album Úc Urban (ARIA)                     | 2               |
| Album Áo (Ö3 Austria)                     | 38              |
| Album Bỉ (Ultratop Vlaanderen)            | 41              |
| Album Bỉ (Ultratop Wallonie)              | 23              |
| Album Canada (Billboard)                  | 8               |
| Album Trung Quốc (Sino)                   | 4               |
| Album Quốc tế Croatia (HDU)               | 10              |
| Album Cộng hòa Séc (ČNS IFPI)             | 15              |
| Album Đan Mạch (Hitlisten)                | 13              |
| Album Hà Lan (Album Top 100)              | 14              |
| Album Pháp (SNEP)                         | 26              |
| Album Đức (Offizielle Top 100)            | 27              |
| Album Hy Lạp (IFPI)                       | 10              |
| Album Ireland (IRMA)                      | 19              |
| Album Ý (FIMI)                            | 15              |
| Album Nhật Bản (Oricon)                   | 25              |
| Album México (Top 100 Mexico)             | 47              |
| Album New Zealand (RMNZ)                  | 11              |
| Album Scotland (OCC)                      | 32              |
| Album Hàn Quốc (Circle) Phiên bản cao cấp | 12              |
| Album Tây Ban Nha (PROMUSICAE)            | 10              |
| Album Thụy Sĩ (Schweizer Hitparade)       | 16              |
| Album Đài Loan (G-Music)                  | 2               |
| Album Anh Quốc (OCC)                      | 14              |
| Album Anh Quốc R&B (OCC)                  | 2               |
| Album Hoa Kỳ Billboard 200                | 3               |
| Album Hoa Kỳ Top R&B/Hip-Hop (Billboard)  | 1               |

| Bảng xếp hạng (2014)                      | Vị trí |
| ----------------------------------------- | ------ |
| Album Úc Urban (ARIA)                     | 42     |
| Album Quốc tế Hàn Quốc (Circle)           | 61     |
| Hoa Kỳ Top R&B/Hip-Hop Albums (Billboard) | 39     |

## Chứng nhận
| Quốc gia                                                    | Chứng nhận | Số đơn vị/doanh số chứng nhận |
| ----------------------------------------------------------- | ---------- | ----------------------------- |
| New Zealand (RMNZ)                                          | Vàng       | 7.500‡                        |
| ‡ Chứng nhận dựa theo doanh số tiêu thụ và phát trực tuyến. |            |                               |